# José Espinosa y Tello
José Espinosa y Tello (Sevilla, 25 de marzo de 1763 - Madrid, 8 de setiembre de 1815) fue un marino, cartógrafo y astrónomo sevillano.

## Reseña
Fue hijo de Miguel Espinosa, conde del Águila e Isabel María Tello de Portugal. Dentro de sus aportes destacados a la cartografía, se encuentra la elaboración de un mapa de las costas de España, en colaboración con Vicente Tofiño. Se unió a la Expedición Malaspina en 1790, incorporándose a la misma en Acapulco y junto a Felipe Bauzá recorrió Chile y la zona del Río de la Plata, donde llevó a cabo varias observaciones y estudios científicos.
Junto a Cayetano Valdés y Dionisio Alcalá Galiano participó de la expedición a Nutka. Fue nombrado ayudante de José de Mazarredo por lo que regresó a España en 1794. Trabajó como secretario de la Dirección General de la Armada y jefe de la Dirección de Hidrografía desde 1797. Fue enviado a Londres luego de la invasión napoleónica donde comandó la recopilación e impresión de cartas marinas. Se encargó de la dirección del Depósito Hidrográfico al regresar a Madrid.